# Acanthaxius
Acanthaxius is een geslacht van kreeftachtigen uit de klasse van de Malacostraca (hogere kreeftachtigen).

## Soorten
- A. amakusana (Miyake & Sakai, 1967)
- A. caespitosa (Squires, 1979)
- A. formosa Kensley & Chan, 1998
- A. gadaletae Ngoc-Ho, 2006
- A. garawa Poore & Collins, 2009
- A. gathaagudu Poore & Collins, 2009
- A. gotoensis Sakai, 2014
- A. grandis Kensley & Chan, 1998
- A. hirsutimanus (Boesch & Smalley, 1972)
- A. kirkmilleri Kensley, 1996
- A. miyazakiensis (Yokoya, 1933)
- A. ningaloo Poore & Collins, 2009
- A. pilocheirus (Sakai, 1987)
- A. polyacanthus (Miyake & Sakai, 1967)
- A. polychaetes Sakai, 1994
- A. spinosissimus (Rathbun, 1906)